# کیسوکه کوروکاوا
کیسوکه کوروکاوا (ژاپنی: 黒川 圭介؛ زادهٔ ۱۳ آوریل ۱۹۹۷) یک بازیکن فوتبال اهل ژاپن است.
از باشگاه‌هایی که در آن بازی کرده‌است می‌توان به باشگاه فوتبال گامبا اوساکا اشاره کرد.